# Deception Point
 (juillet 2022).
La mise en forme du texte ne suit pas les recommandations de Wikipédia : il faut le « wikifier ».
Les points d'amélioration suivants sont les cas les plus fréquents. Le détail des points à revoir est peut-être précisé sur la page de discussion.
- Les titres sont pré-formatés par le logiciel. Ils ne sont ni en capitales, ni en gras.
- Le texte ne doit pas être écrit en capitales (les noms de famille non plus), ni en gras, ni en italique, ni en « petit »…
- Le gras n'est utilisé que pour surligner le titre de l'article dans l'introduction, une seule fois.
- L'italique est rarement utilisé : mots en langue étrangère, titres d'œuvres, noms de bateaux, etc.
- Les citations ne sont pas en italique mais en corps de texte normal. Elles sont entourées par des guillemets français : « et ».
- Les listes à puces sont à éviter, des paragraphes rédigés étant largement préférés. Les tableaux sont à réserver à la présentation de données structurées (résultats, etc.).
- Les appels de note de bas de page (petits chiffres en exposant, introduits par l'outil «  Source ») sont à placer entre la fin de phrase et le point final[comme ça].
- Les liens internes (vers d'autres articles de Wikipédia) sont à choisir avec parcimonie. Créez des liens vers des articles approfondissant le sujet. Les termes génériques sans rapport avec le sujet sont à éviter, ainsi que les répétitions de liens vers un même terme.
- Les liens externes sont à placer uniquement dans une section « Liens externes », à la fin de l'article. Ces liens sont à choisir avec parcimonie suivant les règles définies. Si un lien sert de source à l'article, son insertion dans le texte est à faire par les notes de bas de page.
- La présentation des références doit suivre les conventions bibliographiques. Il est recommandé d'utiliser les modèles {{Ouvrage}}, {{Chapitre}}, {{Article}}, {{Lien web}} et/ou {{Bibliographie}}. Le mode d'édition visuel peut mettre en forme automatiquement les références.
- Insérer une infobox (cadre d'informations à droite) n'est pas obligatoire pour parachever la mise en page.

Pour une aide détaillée, merci de consulter Aide:Wikification.
Si vous pensez que ces points ont été résolus, vous pouvez retirer ce bandeau et améliorer la mise en forme d'un autre article.
 (juillet 2022).
Si vous disposez d'ouvrages ou d'articles de référence ou si vous connaissez des sites web de qualité traitant du thème abordé ici, merci de compléter l'article en donnant les références utiles à sa vérifiabilité et en les liant à la section « Notes et références ».
Deception Point est un roman policier écrit par Dan Brown, qui a été publié aux États-Unis en novembre 2001, tandis que la version française est parue dans le courant du mois de février 2006, soit deux ans après la publication du Da Vinci Code.
Le titre pourrait être approximativement traduit en français par « Une petite fraude » ou par « Une forme de tromperie ».
Le roman commence par une météorite tombée sur la Terre, près du pôle nord, qui comporte des signes manifestes d'une vie extra-terrestre. Cette météorite a été trouvée par la NASA, alors que cette agence est au centre de la campagne électorale américaine. Zachary Herney, le président en exercice, qui veut protéger et développer les activités de la NASA, souhaite tirer profit, sur le plan politique, de cette découverte, alors que son concurrent, le sénateur Sedgewick Sexton, envisage de démanteler l'agence. Le président envoie au pôle nord Rachel Sexton, la propre fille du sénateur, qui travaille pour les services secrets, afin qu'elle « valide » la découverte en racontant de manière neutre et impartiale (y compris à l'intention de son père) ce qu'elle a vu. Le président fait une annonce à 20 h depuis le Bureau ovale ; la Terre entière est sous le choc de la découverte ; Sexton pour sa part est effondré : sa campagne électorale semble anéantie. Toutefois, un scientifique de la base meurt dans d'étranges circonstances, après avoir fait une étrange découverte : un « tube » a été creusé dans la glace à une grande profondeur et aboutit près de l'endroit où la météorite a été découverte. Rachel, voit immédiatement le problème : il se peut qu'il y ait eu fraude ou tromperie sur cette découverte. La météorite est-elle vraiment extra-terrestre, ou s'agit-il d'un pur artefact ?

## Résumé
Au pôle Nord, deux individus venant d’un hélicoptère exigent que le géologue Charles Brophy envoie un message important. Pour ce faire il doit baisser la fréquence radio de cent kilohertz afin de pourvoir transmettre ce message urgent. Après un long moment de discussion plus ou moins agressive, le professeur Brophy finit par envoyer de force ce message et les deux hommes quittent le lieu où se tenait Charles Brophy, après l'avoir abattu.
Au restaurant Toulos, Rachel Sexton a rendez-vous avec le Sénateur Sedgewick Sexton (Autrefois Thomas Sexton) pour un déjeuner en tête à tête. En fait, Rachel Sexton n'est que la fille du Sénateur. On apprend au fil de la conversation entre Rachel et Sedgewick que Rachel travaille pour le NRO (National Reconnaissance Office), où plus précisément pour le Président des États-Unis. Mais, son père refuse que sa fille travaille pour le Président et désire que celle-ci démissionne. Soudain, un journaliste s'infiltre dans la conversation et interroge le sénateur Sexton. Pendant ce temps, le pager (appareil qui capte les messages radio) se mit à sonner. Ainsi, Rachel reçoit le message envoyé  par Charles Brophy. Ce message fut extrêmement important. Du coup, Rachel doit quitter promptement le restaurant Toulos.
Trois hommes se trouvaient dans une tente blanche. Delta 1, nom de code du chef de groupe, sortit de la tente, scruta à travers des jumelles, dans le froid et l'obscurité, l'horizon. Mais, son attention fut retenue par une structure gargantuesque. Depuis sa construction, Delta 1 et son équipe le surveillent de près. Apparemment, l'information qui s'y trouve à l'intérieur pourrait modifier le monde. Le silence régna autour de la structure et Delta 1 et son équipe décide de découvrir ce que cette structure renferme. Ainsi, ils commandent à distance à l'aide de leurs ordinateurs portables, un minuscule robot espion.
Rachel se rend précipitamment, en empruntant l'autoroute de Leesburg, au NRO, grand édifice, entièrement vitré, entouré par une multitude de satellites. On apprend que le NRO a construit secrètement une quantité exorbitante d'appareils d'espionnage pointue tels que les satellites espions ou encore le Classic Wizard. Rachel, responsable de la veille stratégique au NRO, pénètre les gigantesques portes d'acier et entre dans un ascenseur pour se rendre au dernier étage, là, où se trouve le directeur du NRO.
Rachel Sexton rencontra William Pickering, directeur de la NRO. Celui-ci affirme que Rachel doit rencontrer le Président. Hésitante, ayant peur qu'elle a fait un travail déplorable, elle hésite de rencontrer le Président. Pickering lui dit que son travail pour le Président fut un succès et que même si son père n'est pas du même parti que le Président, elle devrait le rencontrer quand même. Cette dernière accepte le conseil de Pickering et quitte le NRO en PaveHawk afin de partir à la rencontre du Président à la Maison Blanche.
Dans un froid terrible, la Force Delta continua d'espionner cette gigantesque structure à l'aide d'un microrobot comportant une minuscule caméra intégrée. On apprend que les microrobots sont des systèmes de sciences-fictions utilisés dans des domaines divers (ex: médecine), et que la nanotechnologie est en voie d'expansion : création d'une libellule mécanique. D'ailleurs, la Force Delta en a créé une, le PH2 (semblable à la libellule mécanique). leur PH2, se trouvant dans l'immense salle centrale de la station, et leur microrobot, pouvaient transmettre une conversation entre deux scientifiques. L'un d'eux est éberlué d'un événement dont il a été témoin.
Dans l'hélicoptère PaveHawk MH 60G, Rachel est surprise que le pilote ne s'arrête pas à la Maison Blanche. En effet, il la conduit vers le plus vieux site de la NASA : Wallops Island. Dans Air Force One, l'agent l'amena dans une salle où tous les hommes politiques prenaient des décisions. Après plusieurs minutes d'attente, elle se retrouve nez-à-nez face au Président des États-Unis dans l'avion Air Force One (son bureau sur Wallops Island). Étonnée, elle fait tomber subitement un sous-verre. Celle-ci le ramassa promptement et le président lui dit qu'il n'est pas un roi.
Gabriel Ashe, brune de peau, l'assistante du sénateur Sexton, affirme que le Président a disparu après une mauvaise nouvelle qu'il a apprise du directeur de la NASA. Depuis plusieurs années, Gabriel espionne la NASA. Au cours d'une interview à radio concernant l'éducation, on apprend de la part du sénateur que la NASA dépense des milliards de dollars, alors que l'éducation a besoin de moyens financiers. Ainsi, le sénateur Sexton culpabilise le Président de ne pas agir étant donné qu'il a le pouvoir. Au terme de l'interview, la campagne du sénateur est un exploit et Gabriel est nommée nouvelle assistante personnelle de campagne du Sénateur et toutes les informations qu'elles possédaient sur la NASA sont appréciées par le sénateur Sexton.
Zachary Herney, président des États-Unis accueille chaleureusement la fille du Sénateur Rachel Sexton dans le Boeing 747 Air Force One. Zachary affirme à Rachel Sexton que lui et ses hommes viennent tout juste d'atterrir sur Wallops Island.
Grâce à la théorie de Gabriel Ashe sur la NASA, la campagne du sénateur eut énormément d'admiration. On apprend que le sénateur Sexton et son assistante ont eu une relation intime.
Zachary Herney, le président des États-Unis, explique à Rachel que grâce au projet PODS (Polar Orbiting Density Scanner), la NASA a pu faire une découverte stupéfiante au pôle Nord; ce qui expliquerait les dépenses colossales qu'a fait la NASA. On apprend que pour le projet EOS, la NASA a créé cinq satellites espions qui sont capables d'observer la Terre sous plusieurs aspects, depuis l'espace. Rachel est persuadée que cette découverte n'est qu'une simple mystification (tromperie) créée de toutes pièces par la NASA.
Rachel Sexton ne croit pas que cette découverte extraordinaire faite par la NASA, a un rapport avec les extraterrestres. Zachary a fait d'elle un électron libre et elle ne doit adresser la parole à quiconque sans sa permission et celle de l'administrateur de la NASA. Rachel va obtenir plus de précisions sur la découverte réalisée par la NASA grâce à l'administrateur. Le président quitta Wallops Island par l'hélicoptère PaveHawk MH 60G.
Rachel, électron libre, devait rencontrer l'administrateur. Elle fait la rencontre de l'agent Wayne Loosigan qui est chargé de la conduire jusqu'à l'administrateur dans le pôle Nord, en Tomcat. La distance qui sépare le pôle nord et Wallops Island est de cinq mille kilomètres.
Le sénateur Sexton rencontre dans une camionnette, un homme musclé à la chevelure sombre, très âgé et exigeant sur la ponctualité. On apprend lors de leur conversation que le sénateur doit étudier le dossier de six individus qu'il doit recevoir à son domicile afin de comprendre leurs préoccupations. Ainsi, l'homme musclé donne au sénateur un dossier afin qu'il puisse faire son étude sur ces six hommes importants et méfiants.
Zachary Herney ordonne à sa secrétaire Dolores de réunir tous ses hommes politiques à la Maison Blanche à seize heures. En effet, il a une nouvelle très importante à apprendre au peuple américain. Selon certaines rumeurs Herney pourrait sombrer dans la défaite, mais celui-ci est déterminé à faire tout son possible pour garder son poste de présidence à la Maison Blanche.
La Force Delta, unité spéciale secrète formée pour tuer et pour accomplir des missions secrètes délicates. Ces missions visent essentiellement à éliminer les personnes dangereuses au sein de la société américaine. Cette dernière reçoit un appel chiffré du contrôleur qui prend quelques nouvelles de l'opération. Il affirme à la force Delta, qu'un joueur efféminé est sur la trace de la structure géante et il faut que la force Delta reste prudente vis-à-vis de cette femme.
Rachel vole en hélicoptère dans le plein Nord. Ayant volé au-dessus de l'océan pendant tout le voyage, son passé tragique l'a bouleversée. En effet, elle a failli mourir emprisonnée sous la glace. Mais, avec l'aide de sa mère, elle a pu s'en sortir vivante. Jusqu'à maintenant elle est hydrophobe. Quelques années auparavant, Mme Sexton, la mère de Rachel décéda à la suite d'un accident de voiture (sur la nationale 25) le jour de Thanksgiving.

## Personnages du roman
- Rachel Sexton : fille du Sénateur Sedgewick Sexton travaillant à la National Reconnaissance Office en tant que responsable de sa veille stratégique.
- Sedgewick Sexton : sénateur des États-Unis et père de Rachel.
- Zach Herney : Président des États-Unis.
- William Pickering : directeur du NRO (National Reconnaissance Office)
- La Force Delta : unité spéciale américaine, plongée dans la discrétion la plus complète, est composée de 3 soldats dont l'un est Delta 1 le chef et les deux autres se nomment Delta 2 et Delta 3. Ils utilisent un hélicoptère OH-58D Kiowa Warrior
- Delta 1 : chef guidant la force Delta dans une mission secrète et délicate dans le pôle nord.
- Lawrence Ekstom : administrateur de la NASA. Ennemi juré du sénateur Sexton.
- Michael Tolland : charismatique océanologue envoyé par le président pour authentifier la découverte de la NASA.
- Marjorie Tench : conseillère en chef de la maison blanche. Amie de Lawrence Ekstrom.
- Gabrielle Asche : assistante de campagne du sénateur Sexton.

## Critiques
- « Disons le tout net : Dan Brown nous scotche au plafond. On n'avait jamais rien lu d'aussi fort depuis le Jurassic Park de Michael Crichton ce qui n'est pas peu dire. [...] Non seulement on se divertit comme dans un bon film d'action, mais on s'instruit avec plaisir. Chapeau Dan Brown ! » François Vey, Le Parisien[réf. souhaitée]
- « Un roman haletant où suspense et trahisons se succèdent à un rythme d'enfer. Le tout sur fond d'intrigue richement documentée. » Lexington[source insuffisante]